# Kali (peintre)
Pour les articles homonymes, voir Kali (homonymie).
Kali ou Hanna Weynerowska, née Hanna Gordziałkowska le 18 décembre 1918 à Varsovie et morte le 20 juin 1998 à San Francisco, est une peintre polonaise naturalisée américaine spécialisée dans les portraits. Elle est l'une des femmes peintres polonaises les plus importantes.
Elle est un vétéran du mouvement de résistance polonais pendant la Seconde Guerre mondiale Armia Krajowa après l'occupation de la Pologne par les Nazis : elle y a utilisé le nom de guerre « Kali ».
Après avoir émigré et s'être mariée, elle a utilisé plusieurs variantes de noms, telles que Hanna Kali Weynerowski, Hanna Weynerowski-Kali, Hanna Gordziałkowska-Weynerowski, Hanka Weynerowska et Hanna Gordziałkowski. Elle signe cependant toujours ses peintures sous le pseudo « Kali ».

## Biographie
Hanna Gordzialkowska naît le 18 décembre 1918 à Varsovie, en Pologne. Elle suit des études à l'Académie des beaux-arts de Varsovie, où elle a Tadeusz Pruszkowski (en) comme professeur.
Ses études sont interrompues par l'invasion de la Pologne par l'Allemagne nazie. Elle rejoint alors le mouvement de résistance polonais Armia Krajowa sous le nom de guerre « Kali » ; elle devient membre d'une unité féminine de sabotage. Lors de l'Insurrection de Varsovie en 1944, elle est blessée et faite prisonnière de guerre par l'Allemagne. Envoyée dans un camp de prisonniers, elle est libérée par l'Armée soviétique. Avec l'aide de l'Armée américaine, elle s'échappe plus tard de la Pologne, alors gouvernée par les communistes, vers l'Allemagne de l'Est.
Vers 1945, elle vit à Bruxelles, en Belgique, où elle reprend et achève ses études à l'Académie royale des beaux-arts (ARBA). Elle se marie à Henryk Weynerowski (1901-1988), un autre réfugié polonais et combattant de la résistance.
Lors des cinq années suivantes, elle vit en Europe et expose dans plusieurs pays, notamment en France, au Royaume-Uni, au Canada, en Suède et en Suisse. Elle a utilisé plusieurs variantes de noms, telles que Hanna Kali Weynerowski, Hanna Weynerowski-Kali, Hanna Gordzialkowski-Weynerowski, Hanka Weynerowska et Hanna Gordzialkowski. Elle signe cependant toujours ses peintures sous le pseudo « Kali ».
En 1953, elle déménage avec son époux à San Francisco.
Son mari y meurt en 1988 et elle le 20 juin 1998. Dans son testament, elle demande que ses 86 peintures soient transférées au musée polonais de Rapperswil, en Suisse. Les peintures sont perdues pendant seize ans, jusqu'à ce que des agents du FBI rendent visite l'un de ses neveux, vivant à Santa Rosa (Californie). Ce dernier explique que 75 des peintures perdues se trouvaient dans un garde-meuble. Elles sont finalement rendues au musée.

## Conservation
Toutes ses œuvres sont conservées au Polish Museum de Rapperswil, en Suisse.

## Expositions
- 1950 :
  - Galerie des Garets, Paris, France[7]
  - London Gallery, Londres, Royaume-Uni[3]
  - Palais de Beaux-Arts, Bruxelles, Belgique[3]
- 1952 : Weyhe Gallery, New York, États-Unis[8]
- 1953 : São Paulo Art Biennial (Bienal Do Museu De Arte Moderna), São Paulo, Brésil[9]
- 1955 : California Palace of the Legion of Honor, San Francisco, Californie, États-Unis[10]
- 1963 : Gallery 63 Inc., New York, États-Unis[11]

Rétrospectives
- 2014 : Polish Museum de Rapperswil, Suisse